# Ronde van Frankrijk 2010/Veertiende etappe
De veertiende etappe van de Ronde van Frankrijk 2010 werd verreden op zondag 18 juli 2010 over een afstand van 184,5 kilometer van Revel naar het wintersportoord Ax-3 Domaines.
Dit was de eerste bergetappe in de Pyreneeën en begon vrij vlak. Er waren 2 tussensprints en daarna volgde een berg van de buitencategorie. De aankomst lag op een berg van de eerste categorie.

## Verloop

### Bergsprints
| Beklimming Port de Pailhères na 155,5 km | Beklimming Port de Pailhères na 155,5 km | Beklimming Port de Pailhères na 155,5 km | HC cat. 15,5 km à 7,9 % | HC cat. 15,5 km à 7,9 % |
| Plaats                                   | Naam                                     | Naam                                     | Punten                  |                         |
| Winnaar                                  | Christophe Riblon                        | Christophe Riblon                        | 20                      |                         |
| 2                                        | Amaël Moinard                            | Amaël Moinard                            | 18                      |                         |
| 3                                        | Jurgen Van De Walle                      | Jurgen Van De Walle                      | 16                      |                         |
| 4                                        | Rafael Valls                             | Rafael Valls                             | 14                      |                         |
| 5                                        | Carlos Sastre                            | Carlos Sastre                            | 12                      |                         |
| 6                                        | Vasil Kiryienka                          | Vasil Kiryienka                          | 10                      |                         |
| 7                                        | Anthony Charteau                         | Anthony Charteau                         | 8                       |                         |
| 8                                        | Damiano Cunego                           | Damiano Cunego                           | 7                       |                         |
| 9                                        | Christophe Moreau                        | Christophe Moreau                        | 6                       |                         |
| 10                                       | Juan Manuel Gárate                       | Juan Manuel Gárate                       | 5                       |                         |

| Beklimming Ax-3 Domaines na 183 km | Beklimming Ax-3 Domaines na 183 km | Beklimming Ax-3 Domaines na 183 km | 1e cat. 7,8 km à 8,2 % | 1e cat. 7,8 km à 8,2 % |
| Plaats                             | Naam                               | Naam                               | Punten                 |                        |
| Winnaar                            | Christophe Riblon                  | Christophe Riblon                  | 30                     |                        |
| 2                                  | Denis Menchov                      | Denis Menchov                      | 26                     |                        |
| 3                                  | Samuel Sánchez                     | Samuel Sánchez                     | 22                     |                        |
| 4                                  | Jurgen Van den Broeck              | Jurgen Van den Broeck              | 18                     |                        |
| 5                                  | Joaquim Rodríguez                  | Joaquim Rodríguez                  | 16                     |                        |
| 6                                  | Robert Gesink                      | Robert Gesink                      | 14                     |                        |
| 7                                  | Andy Schleck                       | Andy Schleck                       | 12                     |                        |
| 8                                  | Alberto Contador                   | Alberto Contador                   | 10                     |                        |

### Tussensprints
| Tussensprint Mirepoix na 51,5 km |                     |        |
| Plaats                           | Naam                | Punten |
| Winnaar                          | Benoît Vaugrenard   | 6      |
| 2                                | David Zabriskie     | 4      |
| 3                                | Jurgen Van De Walle | 2      |

| Tussensprint Campagne-sur-Aude na 102 km |                   |        |
| Plaats                                   | Naam              | Punten |
| Winnaar                                  | Stéphane Augé     | 6      |
| 2                                        | Amaël Moinard     | 4      |
| 3                                        | Christophe Riblon | 2      |

## Rituitslag
| Plaats  | Naam                  | Ploeg              | Tijd      |
| ------- | --------------------- | ------------------ | --------- |
| Winnaar | Christophe Riblon     | AG2R               | 4u 52'42" |
| 2       | Denis Menchov         | Rabobank           | op 0'54"  |
| 3       | Samuel Sanchez        | Euskaltel-Euskadi  | z.t.      |
| 4       | Andy Schleck          | Team Saxo Bank     | op 1'08"  |
| 5       | Joaquím Rodríguez     | Team Katusha       | z.t.      |
| 6       | Robert Gesink         | Rabobank           | z.t.      |
| 7       | Alberto Contador      | Astana             | z.t.      |
| 8       | Jurgen Van den Broeck | Omega Pharma-Lotto | z.t.      |
| 9       | Damiano Cunego        | Lampre             | op 1'49"  |
| 10      | Carlos Sastre         | Cervélo            | z.t.      |

## Strijdlustigste renner
|  | Renner            | Ploeg |
|  | ----------------- | ----- |
|  | Christophe Riblon | AG2R  |

## Algemeen klassement
| Plaats    | Naam                  | Ploeg              | Tijd       |
| --------- | --------------------- | ------------------ | ---------- |
| Gele trui | Andy Schleck          | Team Saxo Bank     | 68u 02'30" |
| 2         | Alberto Contador      | Astana             | op 00'31"  |
| 3         | Samuel Sanchez        | Euskaltel-Euskadi  | op 02'31"  |
| 4         | Denis Menchov         | Rabobank           | op 02'44"  |
| 5         | Jurgen Van den Broeck | Omega Pharma-Lotto | op 03'31"  |
| 6         | Robert Gesink         | Rabobank           | op 04'27"  |
| 7         | Levi Leipheimer       | Team RadioShack    | op 04'51"  |
| 8         | Joaquím Rodríguez     | Team Katusha       | op 04'58"  |
| 9         | Luis León Sanchez     | Caisse d'Epargne   | op 05'56"  |
| 10        | Ivan Basso            | Liquigas-Doimo     | op 06'52"  |

## Nevenklassementen

### Puntenklassement
| Plaats      | Naam                | Ploeg              | Punten |
| ----------- | ------------------- | ------------------ | ------ |
| Groene trui | Alessandro Petacchi | Lampre             | 187    |
| 2           | Thor Hushovd        | Cervélo            | 185    |
| 3           | Mark Cavendish      | Team HTC-Columbia  | 162    |
|             |                     |                    |        |
| 12          | Jürgen Roelandts    | Omega Pharma-Lotto | 81     |
| 27          | Robert Gesink       | Rabobank           | 44     |

### Bergklassement
| Plaats        | Naam             | Ploeg                 | Punten |
| ------------- | ---------------- | --------------------- | ------ |
| Bolletjestrui | Anthony Charteau | Bbox Bouygues Télécom | 115    |
| 2             | Jérôme Pineau    | Quick Step            | 92     |
| 3             | Andy Schleck     | Team Saxo Bank        | 76     |
|               |                  |                       |        |
| 6             | Mario Aerts      | Omega Pharma-Lotto    | 65     |
| 13            | Robert Gesink    | Rabobank              | 46     |

### Jongerenklassement
| Plaats     | Naam             | Ploeg              | Tijd        |
| ---------- | ---------------- | ------------------ | ----------- |
| Witte trui | Andy Schleck     | Team Saxo Bank     | 68u 02'30"  |
| 2          | Robert Gesink    | Rabobank           | op 04'27"   |
| 3          | Roman Kreuziger  | Liquigas-Doimo     | op 07'11"   |
|            |                  |                    |             |
| 12         | Francis De Greef | Omega Pharma-Lotto | op 1u19'00" |

### Ploegenklassement
| Plaats | Ploeg            | Tijd       |
| ------ | ---------------- | ---------- |
| 1      | Caisse d'Epargne | 204u16'00" |
| 2      | Team RadioShack  | op 00'18"  |
| 3      | Rabobank         | op 17'13"  |